# Кристи, Джеймс
Джеймс Кристи (англ. James Christie; 1730[…], Перт, Перт-энд-Кинросс — 1803[…], Вестминстер, Большой Лондон) — английский антиквар, основатель аукционного дома «Кристи».
5 декабря 1766 года основал одноименный аукционный дом. В расположенных в лондонском квартале Пэлл-Мэлл больших комнатах Кристи совершались одни из наиболее важных сделок конца XVIII века.
В 1779 году Кристи поселился рядом с художником Томасом Гейнсборо и они стали близкими друзьями.
Дело Джеймса Кристи перешло к его старшему сыну, Джеймс (1773—1831) стал его наследником.